# Wilhelm August Luz
Wilhelm August Luz (* 9. Februar 1892 in Göppingen/Württemberg; † 25. Juli 1959 in Berlin) war ein deutscher Kunsthistoriker, Kunsthändler, Kunstsachverständiger und Gutachter – auch bei der Reichskammer der bildenden Künste.

## Leben
Luz nahm achtzehnjährig 1910 in Tübingen ein Studium der Kunstgeschichte auf, das er erst elf Jahre später in München abschließen konnte. 1915 im Ersten Weltkrieg meldete er sich als Freiwilliger der Feldartillerie und wurde vermutlich 1920 aus dem Kriegsgefangenenlager im südfranzösischen Département Gers entlassen. Danach zog er nach München und promovierte 1921 bei Heinrich Wölfflin (1864–1945) mit einer Arbeit über süddeutsche Plastik des Frühbarock. Es folgte 1922 eine Direktorialassistenzstelle im Reiff-Museum in Aachen.  
Anschließend war er im Kunsthaus Schaller, Stuttgart, in Heinrichshofen's  Buch- und Musikalienhandlung, Magdeburg, und in der Galerie Carl Nicolai und bei Dr. Curt Benedict & Co., Berlin tätig. Auch  schrieb Luz für kunsthistorische Reihen in der „Bibliothek der Kunstgeschichte“ und für Kunstzeitschriften, darunter den „Monatsheften für Kunstgeschichte“ und den „Kunstwanderer“. 
Ab April 1931 während der Weltwirtschaftskrise soll er für ein Jahr zum wachsenden Heer von Arbeitslosen gezählt haben, machte sich jedoch als „freier Kommissionär“ selbständig.
1933 trat er dem nationalsozialistischen Reichsverband Deutscher Schriftsteller bei. Als ehemaliger Nicolai-Mitarbeiter gründete er 1935 in den freigewordenen Räumen der bekannten Galerie Carl Nicolai im Tiergartenviertel seine „Galerie Dr. W. A. Luz – Gemälde deutscher Meister“.

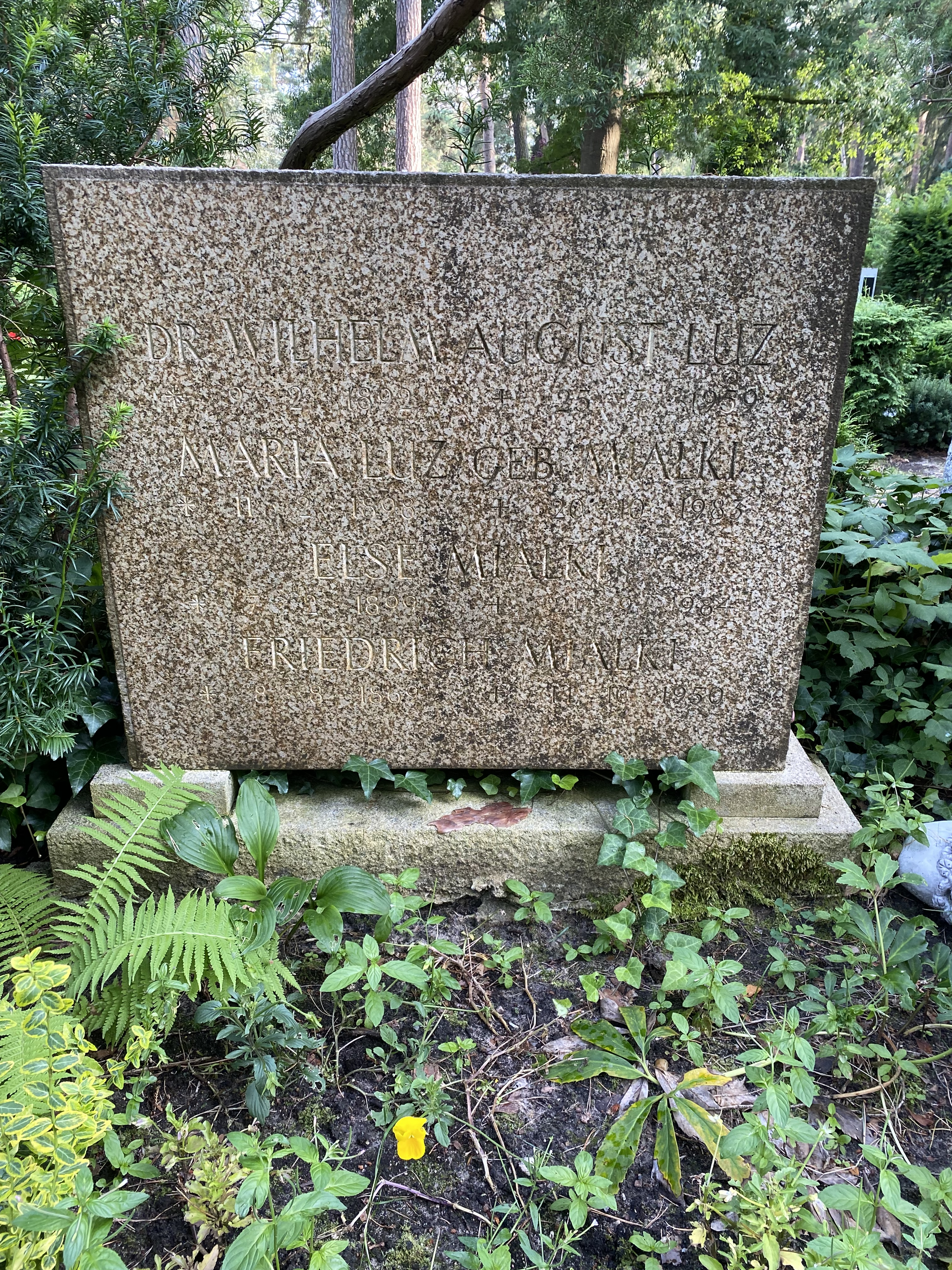
Grabstätte auf dem Waldfriedhof Dahlem (Feld 002)

1937 übernahm er zusätzlich in führender Rolle bei der Reichskammer der bildenden Künste eine Nebentätigkeit als Sachverständiger und Gutachter von Kunstgegenständen jüdischen Eigentums (Judenvermögensabgabe) an.
Auf dem Höhepunkt des Aufschwungs im Berliner Kunsthandel bezog er ebenfalls 1937 neue Galerieräume in der Kurfürstenstraße 127, die ihm schließlich Renommee brachten. Aus Privatsammlungen, besonders von deutschem Adelsbesitz und aus Künstlernachlässen, die sich über deren Erben erschlossen kaufte wiederholt er mehrere Werke einzelner Künstler als Konvolut und verkaufte dann einzeln weiter. In den ersten beiden Jahren ab 1937 lieferte er Kunst an mindestens 44 Museen. Auch offerierte er häufig dasselbe Bild über einen längeren Zeitraum verschiedenen Sammlungen oder Museen zum Kauf. Das wohl bekannteste Gemälde verkaufte er – „vermutlich vor 1.9.1939“ – undatiert, unsigniert und bis dato aus unbekannter Provenienz, den Caspar David Friedrich zugeschriebenen Wanderer über dem Nebelmeer, ein Bild, das er im September 1949 erneut auf dem Markt anbot.
Nach 1945 war er als angestellter Gutachter in Kooperation mit A. Kamensky bei „Artibus“, einer Institution der Besatzungsmächte tätig. Später hatte Luz in der Berlin-Schöneberger Fuggerstraße 33 seine Galerieräume. Er starb am 25. Juli 1959 in Berlin. Sein Grab befindet sich auf dem Waldfriedhof Dahlem.
In der NS-Zeit aus der Provenienz Luz in die Sammlung der Anhaltischen Gemäldegalerie Dessau gelangte Gemälde und Grafiken werden, durch eine Förderung vom Deutschen Zentrum Kulturgutverluste, derzeit systematisch auf ihre Herkunft geprüft.

## Publikationen
- Das Büchlein vom Bad, Herbig, Berlin-Grunewald (1966)
- Die Münchener Erzplastik des Frühbarock, Österr. Verlagsgesellschaft E. Hölzel & Co., Wien (1923)
- Künstler-Selbstbildnisse, E. A. Seemann, Leipzig 1923 (= Bibliothek der Kunstgeschichte 56)
- Veit Stoss, E. A. Seemann, Leipzig 1923 (= Bibliothek der Kunstgeschichte 70)
- Die Augsburger Erzplastik, Österr. Verlagsgesellschaft E. Hölzel & Co., Wien (1922)
- Holzfiguren der deutschen Gotik, E. A. Seemann, Leipzig 1922 (= Bibliothek der Kunstgeschichte 18)
- Luftschloß Schleißheim bei München, Österr. Verlagsges. E. Hölzel & Co., Wien (1922)